# The Tatami Galaxy
The Tatami Galaxy (яп. 四畳半神話大系, Yojōhan Shinwa Taikei, досл. Розповідь про чотири з половиною татамі) — японський роман 2004 року, написаний Томіхіко Морімі та опублікований видавництвом Ohta Publishing. Його оповідачем від першої особи є неназваний студент Кіотського університету, який згадує про пригоди своїх попередніх років студентського життя, причому події кожного з чотирьох розділів відбуваються в паралельних всесвітах, в яких він є членом різних студентських товариств.
У 2020 році було опубліковано продовження, The Tatami Time Machine Blues (яп. 四畳半タイムマシンブルース, Yojōhan Taimu Mashin Burūsu), яке поєднує персонажів The Tatami Galaxy із сюжетом п’єси Макото Уеди та фільму Summer Time Machine Blues.
The Tatami Galaxy була адаптована до 11-серійного аніме-серіалу, створеного студією Madhouse та зрежисованого Масаакі Юасою. Він транслювався в нічному блоці Noitamina на Fuji TV у 2010 році. Адаптація була схвалена критиками, вигравши головний приз Японського фестивалю медіа-мистецтва 2010 року в категорії анімації та нагороду Tokyo Anime Award 2011 року в категорії телебачення. Прем’єра оригінальної мережевої анімаційної адаптації The Tatami Time Machine Blues виробництва Science Saru відбулася у вересні 2022 року на Disney+ .

## Сюжет
The Tatami Galaxy розповідає про безіменного студента третього курсу Кіотського університету, використовуючи паралельні всесвіти як сюжетний прийом, щоб дослідити, як змінилося б його життя, якби він приєднався до певного студентського товариства (або «кола»). Більшість епізодів серіалу дотримується тієї самої основної структури: головний герой приєднується до кола на першому курсі, але розчаровується, коли діяльність кола не призводить до ідеалізованого «студентського життя в рожевих окулярах», про яке він мріяв. Він знайомиться з Одзу, іншим студентом, чия підтримка наштовхує його на місію сумнівної моралі. Він зближується з Акаші, студенткою другого курсу інженерного факультету, і дає їй обіцянку, зазвичай з романтичним підтекстом. Він зустрічає ворожку, яка загадково повідомляє йому про можливість, що «бовтається» у нього перед очима; це спонукає його згадати про загублений Акаші і знайдений протагоністом брелок з мочігуаном, який він залишає висіти на вимикачі у своїй квартирі і постійно забуває повернути. Сумнівна місія закінчується для героя невдало, змушуючи його нарікати на стан свого життя і замислюватися над тим, як все могло б змінитися, якби він потрапив в інше коло. Час відмотується назад, і в наступному епізоді герой знову стає першокурсником, приєднуючись до іншого кола.

## Персонажі
Протагоніст / «Я» (яп. 私, Watashi)
Неназваний студент коледжу в Кіото розмірковує про останні два роки свого студентського життя. Він вступив до коледжу з мріями про «студентське життя в рожевих окулярах» та кохання «дівчини з воронячим волоссям», але постійно розчаровується, коли не може досягти цього ідеалу. Він сором'язливий, самокритичний і легко піддається маніпуляціям з боку інших.
Одзу (яп. 小津, Ozu)
Бешкетник-студент, який стверджує, що пов'язаний з головним героєм червоною ниткою долі, і часто підштовхує його до морально сумнівного вибору. Його пустотливий характер уособлює блідий і тривожний вигляд, що нагадує йокая.
Акаші (яп. 明石, Akashi)
Студентка інженерного факультету, яка зазвичай (але не завжди) є центром прихильності головного героя, і яка часто з'являється в тому ж клубі, до якого приєднується головний герой. Вона має холодний і раціональний характер, але демонструє натяки на м'якість і доброзичливість по відношенню до протагоніста. Вона дуже боїться молі.
Сейтаро Хіґучі (яп. 樋口 清太郎, Higuchi Seitarō)
Старшокурсник, який живе в тому ж гуртожитку, що й головний герой. Він мудрий, відсторонений і незворушний, і завжди носить юкату.
Масакі Джоґасакі (яп. 城ヶ崎 マサキ, Jōgasaki Masaki)
Старшокурсник і президент кіноклубу. Хоча він гарний і популярний, у приватному житті він розпусний і має секс-ляльку на ім'я Каорі. Він часто грає антагоністичну роль по відношенню до головного героя, і часто отримує допомогу від Одзу у спосіб, який шкодить прогресу головного героя, незважаючи на те, що Одзу в той же час допомагає і головному герою. Має постійне суперництво з Хіґучі.

## Медіа

### Роман
The Tatami Galaxy була вперше опублікована японською мовою в грудні 2004 року як танкобон видавництвом Ohta Publishing; він був перевиданий у березні 2008 року видавництвом Kadokawa Shoten. Роман був опублікований корейською мовою видавництвом Viche у серпні 2008 року, традиційною китайською мовою видавництвом China Times Publishing у грудні 2009 року та спрощеною китайською мовою видавництвом Shanghai People's Publishing House у серпні 2010 року.
Роман Морімі 2006 року The Night Is Short, Walk On Girl служить духовним наступником The Tatami Galaxy із спільним місцем дії та деякими повторюваними персонажами. Англійською мовою роман був опублікований у США у 2019 році видавництвом Yen Press.
The Tatami Galaxy отримала продовження під назвою The Tatami Time Machine Blues (яп. 四畳半タイムマシンブルース, Yojōhan Taimu Mashin Burūsu, досл. Машинний блюз чотири з половиною татамі), натхненне п’єсою Макото Уеди та фільмом Summer Time Machine Blues. Його було опубліковано в Японії 29 липня 2020 року.

### Аніме
Аніме-серіал The Tatami Galaxy був створений компанією Madhouse, режисером якого став Масаакі Юаса, сценарій написали Макото Уеда та Юаса, а музику — Мічіру Ошіма. Прем'єра серіалу відбулася 22 квітня 2010 року в рамках програмного блоку Fuji TV Noitamina. Для серіалу використано дві музичні теми: «Maigoinu to Ame no Beat» групи Asian Kung-Fu Generation як початкову тему та «Kamisama no Iutōri» (яп. 神様のいうとおり, досл. «Як Бог велів») від Ецуко Якушімару як заключну тему.
Три семихвилинні анімаційні короткометражки були включені до японських випусків серіалу на DVD та Blu-ray дисків. Перший том DVD/BD був випущений 20 серпня 2010 року і містив перший короткометражний фільм; другий і третій короткометражки були випущені на третьому і четвертому томах DVD/BD 22 жовтня 2010 року і 26 листопада 2010 року відповідно.
12 серпня 2021 року було оголошено, що роман The Tatami Time Machine Blues отримає аніме-адаптацію. Серіал, який є оригінальною мережевою анімацією (ONA), створений студією Science Saru. Режисером став Шінґо Нацуме, сценарій для телебачення написав Макото Уеда, дизайнером персонажів став Юсуке Накамура, композитором — Мічіру Ошіма, а більшість оригінальних японських акторів повторили свої ролі. Asian Kung-Fu Generation виконали головну пісню «Demachiyanagi Parallel Universe». Прем’єра 6-серійного серіалу відбулася ексклюзивно на Disney+ в Японії 14 вересня 2022 року, тоді як збірка серіалу у версії фільму була випущена 30 вересня. Випуск серіалу Disney+ включає оригінальну серію, який не потрапив у фільм-збірку. Серія вийшла 12 жовтня 2022 року разом із фіналом серіалу.

### Аніме-фільм
Night Is Short, Walk On Girl, повнометражний фільм і духовне продовження The Tatami Galaxy, заснований на однойменному романі, був випущений компанією Toho 7 квітня 2017 року.

## Сприйняття
The Tatami Galaxy виграла головний приз у категорії анімації на 14-му Японському фестивалі медіа-мистецтва 8 грудня 2010 року, зробивши це першим телесеріалом, який отримав нагороду, причому журі описало серіал у своє обґрунтування як «багату на експресію роботу, яка перевертає обмеження телебачення з ніг на голову» і похвалило його «унікальне розташування сцен, дії персонажів та кольорову гаму». Він також отримав нагороду в категорії «Телебачення» на 10-й церемонії Tokyo Anime Awards у 2011 році.
У 2019 році співробітники Polygon назвали The Tatami Galaxy одним із найкращих аніме 2010-х років; Письменниця Джулія Лі прокоментувала: «Це моє улюблене аніме всіх часів. Воно багатослівне, веселе та має такий чудовий, надмірно перебільшений художній стиль». У статті Forbes 2019 року про найкраще аніме десятиліття 2010-х років Лорен Орсіні вважала його одним із п’яти найкращих аніме 2010 року; вона написала: «Завдяки вдумливій грі слів та глибокому розумінню людського стану, цей Bildungsroman поєднує фантазію та реальність з персонажами, які перебувають по той бік абсурду».

### Нагороди
| Рік  | Нагорода                                                 | Категорія                       | Одержувач         | Результат | Прим.         |
| ---- | -------------------------------------------------------- | ------------------------------- | ----------------- | --------- | ------------- |
| 2010 | 14-й Японський фестиваль медіа-мистецтва                 | Гран-прі в категорії «Анімація» | The Tatami Galaxy | Перемога  | [ 24 ]        |
| 2011 | 10-а Токійська премія аніме                              | Найкращий серіал                | The Tatami Galaxy | Перемога  | [ 25 ]        |
| 2023 | 58-ма церемонія вручення літературної премії PEN America | Перекладацька премія PEN        | The Tatami Galaxy | Номінація | [ 26 ] [ 27 ] |